# Haemulon melanurum
Haemulon melanurum är en fiskart som först beskrevs av Carl von Linné 1758.  Haemulon melanurum ingår i släktet Haemulon och familjen Haemulidae. Inga underarter finns listade i Catalogue of Life.